# Vorgod Å
Vorgod Å er en godt 20 km lang å der starter ved sydenden af Vildbjerg ved sammenløbet af flere bække. Den snor sig mod syd, forbi byen Vorgod, og løber ud i Skjern Å 6-7 km vest for Sønder Felding; den er blandt de største tilløb til Skjern Å.
De nederste 6-7 km er en del af Natura 2000-område nr.68 Skjern Å, bl.a. pga. forekomster af laks, havlampret, flodlampret, bæklampret og
grøn kølleguldsmed .

## Eksterne kilder og henvisninger
1. ↑  Vandplan – Hovedvandopland Ringkøbing Fjord

55°59′42.85″N 8°42′49.33″Ø / 55.9952361°N 8.7137028°Ø